# Оксбоу (Північна Дакота)
Оксбоу (англ. Oxbow) — місто (англ. city) в США, в окрузі Кесс штату Північна Дакота. Населення — 381 особа (2020).

## Географія
Оксбоу розташований за координатами 46°40′19″ пн. ш. 96°48′7″ зх. д. / 46.67194° пн. ш. 96.80194° зх. д. (46.672026, -96.801835).  За даними Бюро перепису населення США в 2010 році місто мало площу 1,09 км², уся площа — суходіл. В 2017 році площа становила 3,01 км², уся площа — суходіл.

## Демографія
Згідно з переписом 2010 року, у місті мешкало 305 осіб у 101 домогосподарстві у складі 92 родин. Густота населення становила 280 осіб/км².  Було 108 помешкань (99/км²).
Расовий склад населення:
| - 100,0 % — білих |

До двох чи більше рас належало 0,0 %. Частка іспаномовних становила 2,6 % від усіх жителів.
За віковим діапазоном населення розподілялося таким чином: 32,1 % — особи молодші 18 років, 62,3 % — особи у віці 18—64 років, 5,6 % — особи у віці 65 років та старші. Медіана віку мешканця становила 39,4 року. На 100 осіб жіночої статі у місті припадало 104,7 чоловіків;  на 100 жінок у віці від 18 років та старших — 107,0 чоловіків також старших 18 років.
Середній дохід на одне домашнє господарство  становив 174 919 доларів США (медіана — 133 438), а середній дохід на одну сім'ю — 183 459 доларів (медіана — 143 750). За межею бідності перебувало 2,4 % осіб, у тому числі 4,9 % дітей у віці до 18 років та 0,0 % осіб у віці 65 років та старших.
Цивільне працевлаштоване населення становило 215 осіб. Основні галузі зайнятості: освіта, охорона здоров'я та соціальна допомога — 21,9 %, фінанси, страхування та нерухомість — 17,7 %, науковці, спеціалісти, менеджери — 10,7 %, роздрібна торгівля — 7,9 %.